# مارمولک پرده‌دار
مارمولک پرده‌دار (Frilled lizard) یا مارمولک گردن‌پرده‌دار (Neck-frilled lizard) عموماً در قسمت‌های شمالی استرالیا و قسمت‌های جنوبی گینه نو زندگی می‌کند. این جانور به خاطر طوق پوستی و غضروفی بزرگ و پرده‌مانند در اطراف گردنش به این نام خوانده می‌شود. این حیوان این عضو پوستی را در حالت معمولی روی بدن خود تا می‌کند و وقتی که احساس خطر کند ان را همانند چتر گشوده، دهانش را باز و گاه دمش را نیز روی بدنش جمع می‌کند و به این ترتیب چهره‌ای ترسناک به خود می‌گیرد. مارمولک پرده‌دار بیشتر وقت خود را روی درخت‌ها سپری می‌کند. حشراتی مانند سوسک‌ها، جیرجیرک‌ها، پروانه‌ها، موریانه‌ها و لارو حشرات غذای اصلی این حیوان را تشکیل می‌دهند هرچند عنکبوت‌ها و مارمولک‌های کوچکتر و دیگر پستانداران کوچک را نیز به عنوان غذا مصرف می‌کند. طول جانور بالغ این گونه می‌تواند به ۸۵ سانتیمتر برسد. این جانور قادر است روی دو پای خود بدود.

## واژه‌شناسی
نیاز به یادآوری است که در جلوی گردن برخی از جانوران چین پوستی دیده می‌شود که به نام چین گردن (dewlap) است و در مارمولک‌های خانواده آنولان نیز دیده می‌شود. بنابر این، «چین گردن» با واژه «پرده گردن» (Neck frill) که در مارمولک پرده‌دار در دور گردن پهن می‌شود، متفاوت است.

## نگارخانه

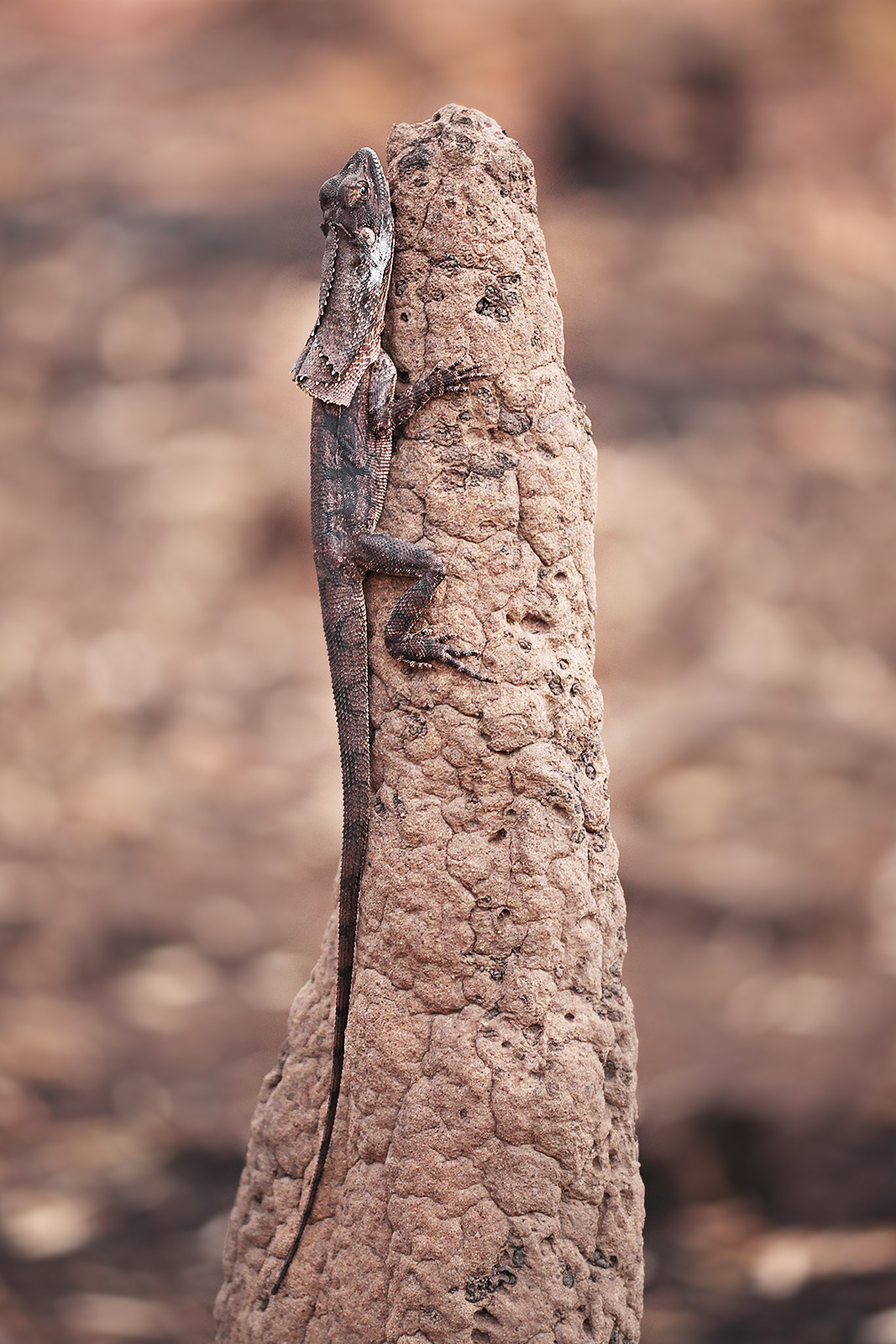
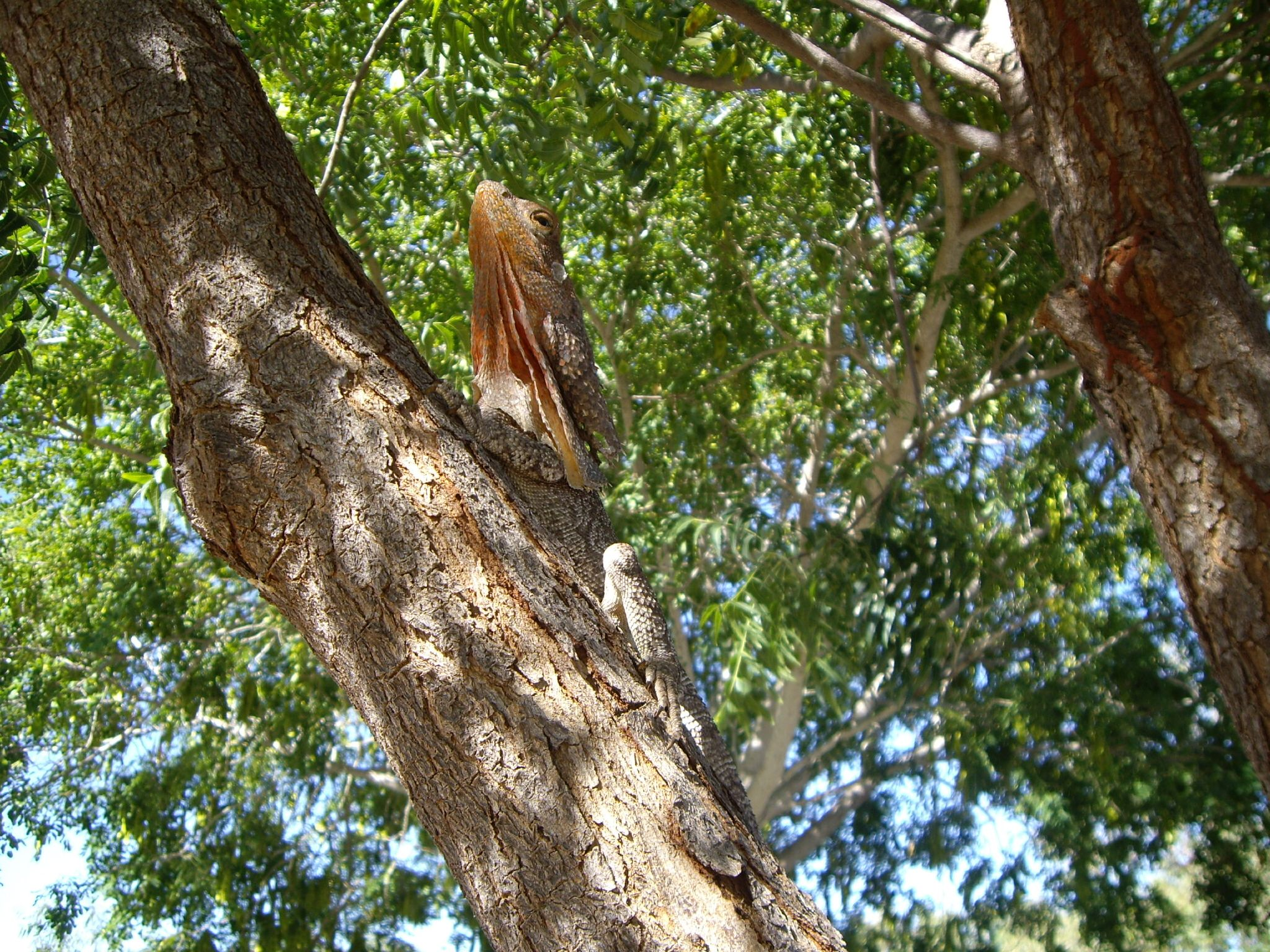
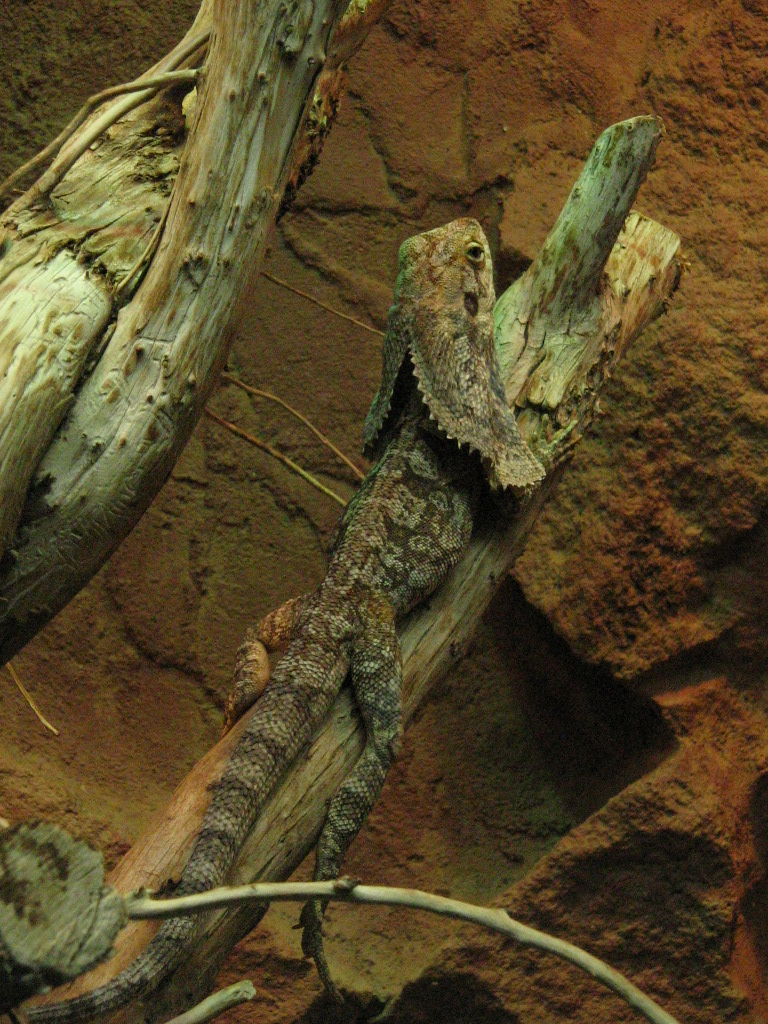
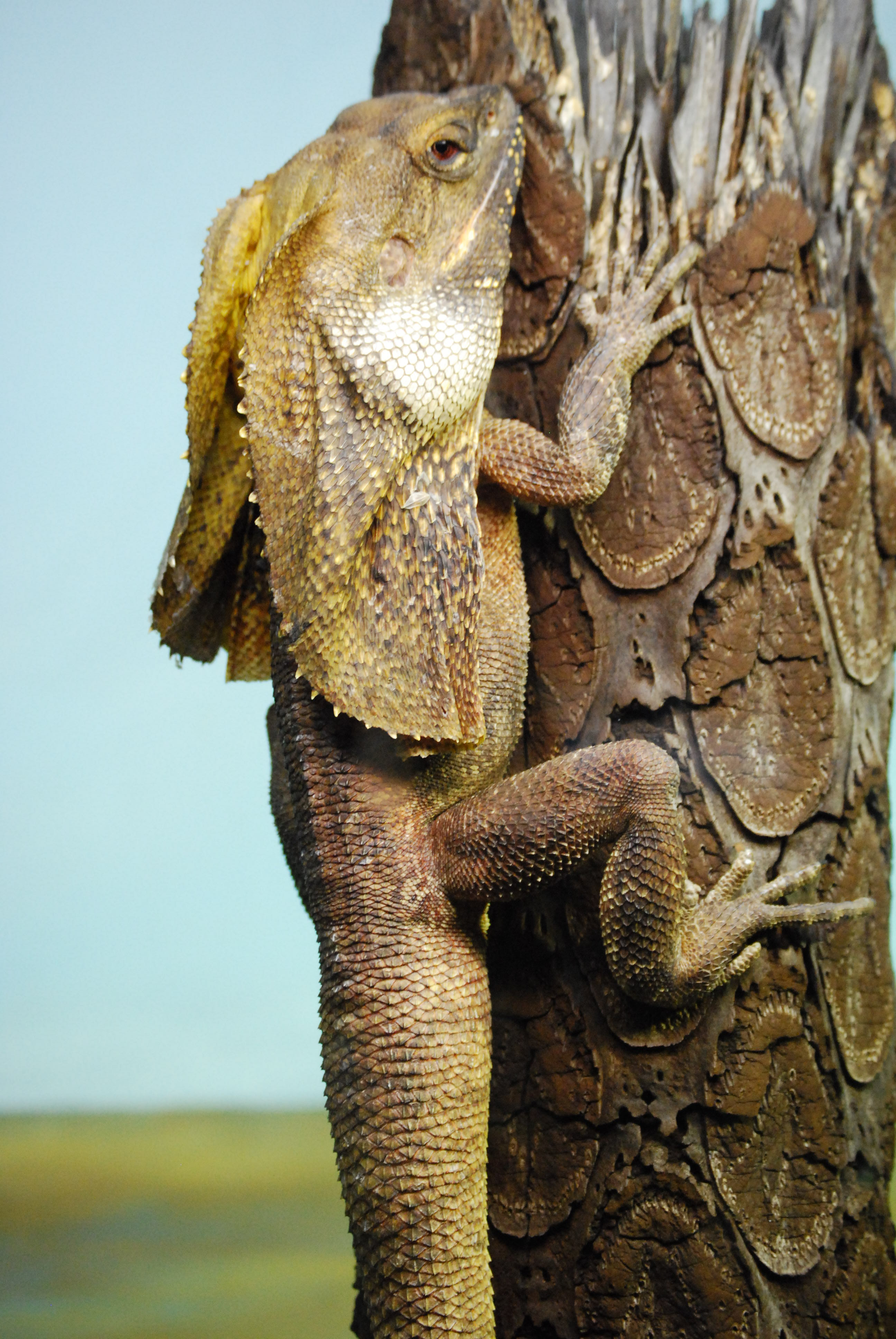